# Ala Moesica

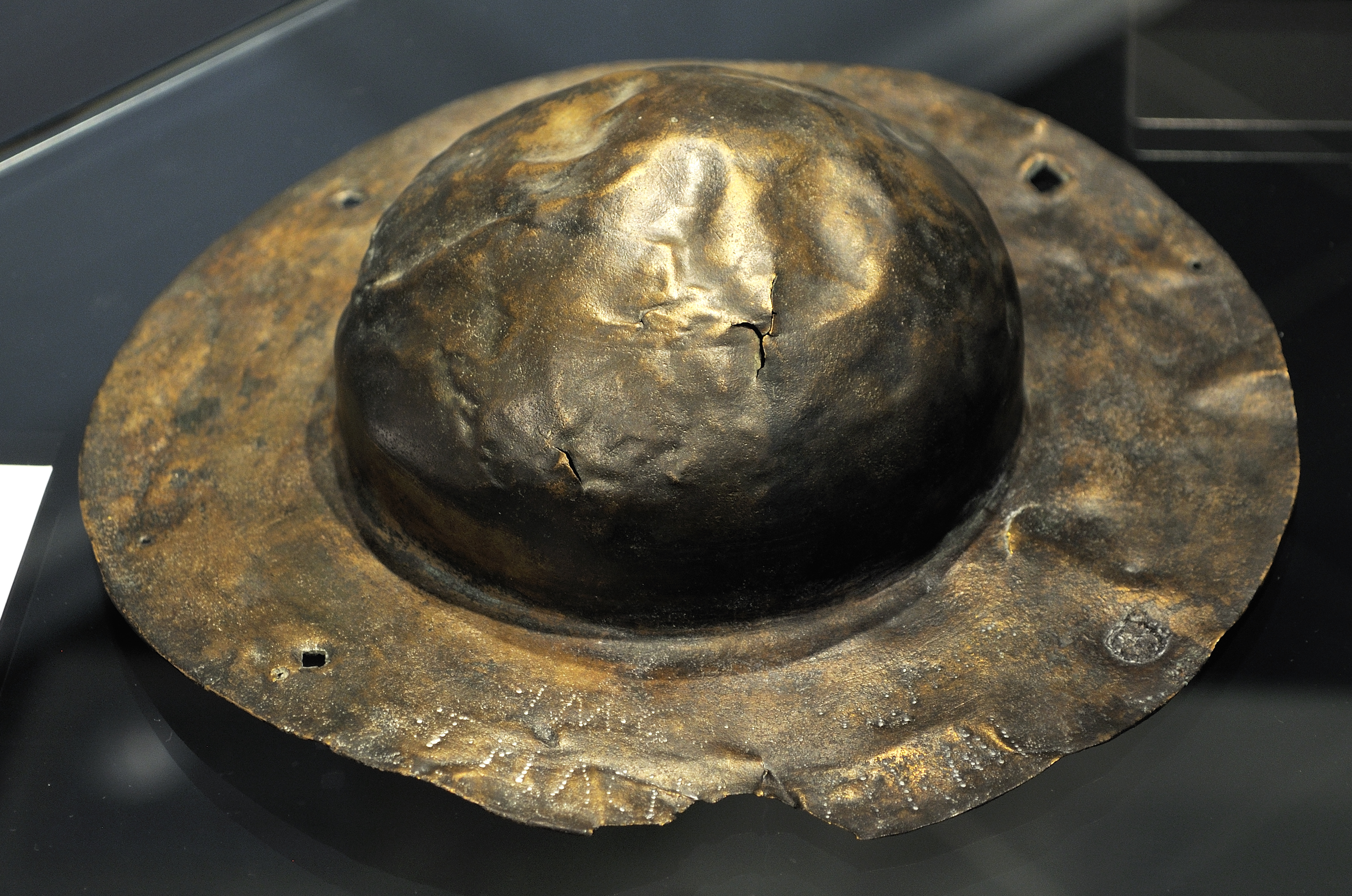
Bronzener Schildbuckel eines Reiters der Ala

Die Ala Moesica [felix] [torquata] [pia fidelis] (deutsch Ala Moesica [die Glückliche] [mit Torques ausgezeichnet] [loyal und treu]) war eine römische Auxiliareinheit. Sie ist durch Militärdiplome, Inschriften und Ziegelstempel belegt.

## Namensbestandteile
- Ala: Die Ala war eine Reitereinheit der Auxiliartruppen in der römischen Armee.

- Moesica: aus Moesia bzw. die Moesische. Die Einheit stammte entweder aus dem Raum der unteren Donau oder war vermutlich zu einem frühen Zeitpunkt in der Provinz Moesia stationiert, woraus sich ihr Name ableitete.[A 1]

- felix: die Glückliche bzw. die Gesegnete. Der Zusatz kommt in zwei Inschriften[1] sowie in einem Ziegelstempel[2] vor.

- torquata: mit Torques ausgezeichnet. Der Zusatz kommt in zwei Inschriften[3] vor.

- pia fidelis: loyal und treu. Domitian (81–96) verlieh den ihm treu gebliebenen römischen Streitkräften in Germania inferior nach der Niederschlagung des Aufstands von Lucius Antonius Saturninus die Ehrenbezeichnung pia fidelis Domitiana.[4] Der Zusatz kommt in einem Ziegelstempel[2] vor.

Da es keine Hinweise auf den Namenszusatz milliaria (1000 Mann) gibt, war die Einheit eine Ala quingenaria. Die Sollstärke der Ala lag bei 480 Mann, bestehend aus 16 Turmae mit jeweils 30 Reitern.

## Geschichte
Die Ala war in den Provinzen Germania superior und Germania inferior stationiert. Sie ist auf Militärdiplomen für die Jahre 78 bis 101 n. Chr. aufgeführt.
Die Einheit wurde wahrscheinlich bereits vor der Regierungszeit von Tiberius (14–37) aufgestellt. Der erste Nachweis der Einheit in Germania superior beruht auf einer Inschrift, die ins 1. Jhd. n. Chr. datiert wird. Vermutlich seit 70 war sie im niedergermanischen Heeresbezirk stationiert. Durch ein Militärdiplom ist die Ala erstmals für das Jahr 78 in Germania nachgewiesen. In dem Diplom wird die Einheit als Teil der Truppen (siehe Römische Streitkräfte in Germania) aufgeführt, die zum niedergermanischen Heeresbezirk gehörten. Ein weiteres Diplom, das auf 101 datiert ist, belegt die Einheit in Germania inferior. Vermutlich in den letzten Jahren der Regierungszeit von Trajan (98–117) wurde sie wieder nach Germania superior verlegt.
Der letzte Nachweis der Ala beruht auf einem Schildbuckel, dessen eingeritzte Inschrift auf 180/192 datiert ist.

## Standorte
Standorte der Ala in Germania waren möglicherweise:
| - Asciburgium: eine Inschrift wurde hier gefunden. - Augusta Raurica: eine Inschrift wurde hier gefunden. | - Kastell Butzbach: ein bronzener Schildbuckel mit einer Inschrift wurde hier gefunden. - Kastell Echzell: ein Ziegel mit dem Stempel der Einheit wurde hier gefunden. |

## Angehörige der Ala
Folgende Angehörige der Ala sind bekannt:

### Kommandeure
| - [], ein Präfekt (ZPE-149-233) - L(ucius) Valerius [], ein Präfekt (CIL 3, 8716); er war auch Präfekt der Cohors I Tyriorum. - Marcus Aemilius Bassus, ein Präfekt | - Titus Staberius Secundus, ein Präfekt. Er wird auf dem Diplom von 78 als Kommandeur genannt. - Titus Visulanius Crescens, ein Präfekt |

### Sonstige
| - [] (ZPE-91-165) - [], ein Reiter (CIL 13, 8592) - []us Rufinus, ein Veteran und ehemaliger Decurio (CIL 13, 8503) | - Ru[fi]nus, ein Decurio (CIL 13, 8592) - Tertius, ein Soldat: das Diplom von 78 wurde für ihn ausgestellt. |